# オリオンザサンクス
オリオンザサンクス（欧字名:Orion the Thanks、1996年4月10日 - 2023年3月3日）は、日本の競走馬、種牡馬。
主な勝ち鞍に1999年のジャパンダートダービー（GI）など。同年のNARグランプリサラブレッド系最優秀4歳馬に選出された。

## 競走馬時代
馬齢は2000年まで旧表記。
3歳時（1998年）は公営ホッカイドウ競馬の田部和則厩舎に所属。同年4月15日に門別競馬場でデビューし初勝利。
その後旭川競馬場でオープン戦と重賞の栄冠賞において2度のレコードタイム(1000m)を叩き出し、この頃から地方競馬期待の3歳馬と言われるようになる。
ホッカイドウ競馬で6戦4勝の成績で同年の暮れに南関東公営大井競馬場の赤間清松厩舎へ移籍し、大井のベテラン早田秀治騎手との名コンビが誕生する。
移籍後初の出走となった川崎競馬場の全日本3歳優駿（統一GII）は10着に終わる。
1999年、明け4歳になると持ち味である強烈なスピードを武器に、この年初戦の若獅子特別ではほとんど大暴走状態にしか見えない程の驚異的な大逃げを打った挙げ句、さらに2着馬に1.5秒差を付ける大楽勝、大雪の中で行われた京浜盃も早め先頭から押し切り、1999年の南関東三冠路線の大本命となる。
南関東三冠においても第1戦羽田盃も危なげなく逃げ切り。続く第2戦の東京王冠賞こそ同世代のライバルであったオペラハットとタイコウレジェンドに捕まり3着に敗れるも、三冠最終戦の東京ダービーでは再び逃げ切り南関東の二冠馬となった。
そしてこの年から新たに中央地方全国交流GI競走として新設された第1回ジャパンダートダービーでは南関東の総大将格として中央勢を迎え撃つ。ここでも単勝1番人気に応え見事に逃げ切ってこの競走の初代王者となった。
これで同年の4歳ダート最強馬の地位を確保したように見えたが、その後は武器であるスピードを欠き不本意なレースが続いた。秋はスーパーチャンピオンシップで復帰するも11着大敗。
古馬になった2000年は様々な距離のレースに出走し、また中央競馬のダートGIにも参戦するなど新境地を模索することになる。地元大井のフロンティアスプリント盃では久々の短距離戦でもあったが、逃げずに差し切り勝ちを収める。同年11月25日に東京競馬場で日本初のダート国際競走として新設された第1回ジャパンカップダート（JRAGI）に地方競馬代表として選出され、スタートから猛スピードで逃げを打ち大勢の観衆をあっと言わせたが結局失速してしまう（15着）。暮れの東京大賞典に登録したものの補欠扱いで除外され、勝島オープンに出走し勝ち星を挙げて2000年の締めくくりとなった。
馬齢表記が変わった2001年は東京シティ盃から始動。1番人気に推されるも5着に敗れる。2戦目に佐賀競馬場で行われた佐賀記念（統一GIII）に遠征、この競走11着後に屈腱炎が判明、現役を引退した。

## 競走成績
以下の内容は、JBISサーチおよびnetkeiba.comに基づく。
| 競走日     | 競馬場 | 競走名                   | 格   | 距離（馬場）  | 頭 数 | 枠 番 | 馬 番 | オッズ （人気） | 着順 | タイム （上がり3F） | 着差 | 騎手      | 斤量 [kg] | 1着馬（2着馬）         | 馬体重 [kg] |
| ---------- | ------ | ------------------------ | ---- | ------------- | ----- | ----- | ----- | --------------- | ---- | ------------------- | ---- | --------- | --------- | ---------------------- | ----------- |
| 1998.04.15 | 門別   | フレッシュチャレンジ     |      | ダ1000m（重） | 11    | 7     | 8     | 003.90（2人）   | 01着 | R1:02.2             | -0.3 | 0渋谷裕喜 | 53        | （スクオールチェイス） | 476         |
| 0000.06.17 | 札幌   | 3才OP                    |      | ダ1000m（稍） | 12    | 1     | 1     | 00 - 00（1人）  | 07着 | R1:02.5             | -0.5 | 0渋谷裕喜 | 53        | ダイコースター         | 488         |
| 0000.07.02 | 旭川   | 3才                      |      | ダ1000m（稍） | 9     | 5     | 5     | 00 - 00（2人）  | 02着 | R1:01.9             | -0.2 | 0渋谷裕喜 | 53        | カミワザ               | 488         |
| 0000.07.29 | 旭川   | 3才OP                    |      | ダ1000m（重） | 8     | 3     | 3     | 002.40（1人）   | 01着 | R1:00.5             | -0.5 | 0渋谷裕喜 | 53        | （モルフェロイ）       | 486         |
| 0000.08.26 | 旭川   | 3才OP                    |      | ダ1000m（良） | 8     | 5     | 5     | 001.40（1人）   | 01着 | R1:01.6             | -0.7 | 0渋谷裕喜 | 53        | （ワンダーパワー）     | 488         |
| 0000.09.23 | 旭川   | 栄冠賞                   | H2   | ダ1000m（不） | 14    | 4     | 6     | 002.70（2人）   | 01着 | R0:59.9             | -0.0 | 0渋谷裕喜 | 54        | （シンセイライデン）   | 496         |
| 0000.12.29 | 川崎   | 全日本3歳優駿            | GII  | ダ1600m（良） | 13    | 8     | 13    | 00 - 00（4人）  | 10着 | R1:45.2             | -1.9 | 0早田秀治 | 54        | アドマイヤマンボ       | 507         |
| 1999.01.19 | 大井   | 若獅子特別               |      | ダ1700m（良） | 14    | 8     | 14    | 005.10（2人）   | 01着 | R1:48.6（40.8）     | -1.5 | 0早田秀治 | 55        | （リワードコンガ）     | 512         |
| 0000.02.11 | 大井   | 京浜盃                   | G2   | ダ1700m（重） | 16    | 5     | 10    | 001.30（1人）   | 01着 | R1:48.0（39.4）     | -0.0 | 0早田秀治 | 55        | （ケイシュウエクセル） | 509         |
| 0000.04.13 | 大井   | 羽田盃                   | G1   | ダ1600m（稍） | 16    | 5     | 10    | 001.40（1人）   | 01着 | R1:41.3（40.2）     | -0.6 | 0早田秀治 | 56        | （ラビットシンフォニ） | 508         |
| 0000.05.10 | 大井   | 東京王冠賞               | G1   | ダ1800m（良） | 16    | 5     | 10    | 00 - 0（1人）   | 03着 | R1:54.8（38.7）     | -0.0 | 0早田秀治 | 56        | オペラハット           | 515         |
| 0000.06.09 | 大井   | 東京ダービー             | G1   | ダ2000m（良） | 16    | 8     | 15    | 002.90（2人）   | 01着 | R2:07.7（39.2）     | -0.5 | 0早田秀治 | 56        | （タイコウレジェンド） | 515         |
| 0000.07.08 | 大井   | ジャパンDダービー        | GI   | ダ2000m（良） | 15    | 4     | 6     | 002.20（1人）   | 01着 | R2:06.9（40.7）     | -0.0 | 0早田秀治 | 56        | （オペラハット）       | 517         |
| 0000.10.13 | 大井   | スーパーCS               | G2   | ダ2000m（良） | 11    | 3     | 3     | 00 - 0（1人）   | 11着 | R2:16.3（47.0）     | -8.4 | 0早田秀治 | 56        | イチコウタマユキ       | 532         |
| 2000.02.20 | 東京   | フェブラリーS            | GI   | ダ1600m（良） | 16    | 2     | 4     | 069.8（13人）   | 15着 | R1:37.5（39.8）     | -1.9 | 0早田秀治 | 56        | ウイングアロー         | 524         |
| 0000.03.22 | 大井   | フロンティアスプリント盃 | G3   | ダ1200m（良） | 16    | 5     | 9     | 001.70（1人）   | 01着 | R1:12.4（36.7）     | -0.3 | 0早田秀治 | 57        | （デアヴィクティー）   | 529         |
| 0000.04.13 | 大井   | マイルグランプリ         | G1   | ダ1600m（良） | 14    | 7     | 11    | 00 - 00（3人）  | 05着 | R1:41.2（39.4）     | -0.2 | 0早田秀治 | 57        | インテリパワー         | 530         |
| 0000.06.22 | 大井   | 帝王賞                   | GI   | ダ2000m（良） | 16    | 3     | 6     | 00 - 00（8人）  | 15着 | R2:10.5（44.0）     | -4.9 | 0早田秀治 | 57        | ファストフレンド       | 526         |
| 0000.09.27 | 大井   | 東京盃                   | GII  | ダ1200m（良） | 15    | 6     | 10    | 00 - 00（5人）  | 08着 | R1:12.5（37.1）     | -2.3 | 0早田秀治 | 57        | ベラミロード           | 543         |
| 0000.10.31 | 大井   | グランドチャンピオン2000 | G1   | ダ2000m（重） | 15    | 6     | 10    | 00 - 00（5人）  | 02着 | R2:06.2（39.5）     | -0.2 | 0早田秀治 | 57        | マキバスナイパー       | 537         |
| 0000.11.25 | 東京   | ジャパンCダート          | GI   | ダ2100m（良） | 15    | 2     | 3     | 087.0（13人）   | 15着 | R2:13.9（43.4）     | -6.7 | 0早田秀治 | 57        | ウイングアロー         | 526         |
| 0000.12.30 | 大井   | 勝島OP                   |      | ダ1600m（良） | 14    | 8     | 14    | 001.70（1人）   | 01着 | R1:40.0（40.3）     | -0.6 | 0早田秀治 | 57.5      | （ゼンノモトーレ）     | 525         |
| 2001.01.17 | 大井   | 東京シティ盃             | G3   | ダ1400m（稍） | 16    | 6     | 12    | 00 - 00（1人）  | 05着 | R1:25.5（38.6）     | -1.1 | 0早田秀治 | 58        | サプライズパワー       | 519         |
| 0000.02.12 | 佐賀   | 佐賀記念                 | GIII | ダ2000m（稍） | 11    | 7     | 8     | 00 - 00（6人）  | 11着 | R2:13.7             | -5.0 | 0早田秀治 | 59        | ミツアキサイレンス     | 518         |

## 種牡馬時代
引退後は荒木克己育成牧場で種牡馬となった。初年度産駒は2005年にデビューしている。
2008年4月13日に福島競馬場で行われた3歳未勝利戦をザドリームジュエルが制して、産駒が中央競馬で初勝利を挙げた。また、2008年の九州ダービー栄城賞をオリオンザナイトが制し、“ダービー馬”の父となった。
2018年5月1日付で種牡馬を引退し、引き続き荒木牧場に繋養されていたが、2023年3月3日に同牧場で死亡した。。27歳没。

## 血統表
| オリオンザサンクスの血統          | オリオンザサンクスの血統         | オリオンザサンクスの血統 | （血統表の出典）         | （血統表の出典） |
| 父系                              | ミスタープロスペクター系         | ミスタープロスペクター系 | ミスタープロスペクター系 |                  |
| 父 *シャンハイ Shanghai 1989 鹿毛 | 父の父Procida 1981 鹿毛          | Mr. Prospector           | Raise a Native           | Raise a Native   |
| 父 *シャンハイ Shanghai 1989 鹿毛 | 父の父Procida 1981 鹿毛          | Mr. Prospector           | Gold Digger              |                  |
| 父 *シャンハイ Shanghai 1989 鹿毛 | 父の父Procida 1981 鹿毛          | Wish Distinction         | Distinctive              | Distinctive      |
| 父 *シャンハイ Shanghai 1989 鹿毛 | 父の父Procida 1981 鹿毛          | Wish Distinction         | Carrie's Rough           |                  |
| 父 *シャンハイ Shanghai 1989 鹿毛 | 父の母Korveya 1982 栗毛          | Riverman                 | Never Bend               | Never Bend       |
| 父 *シャンハイ Shanghai 1989 鹿毛 | 父の母Korveya 1982 栗毛          | Riverman                 | River Lady               |                  |
| 父 *シャンハイ Shanghai 1989 鹿毛 | 父の母Korveya 1982 栗毛          | Konafa                   | Damascus                 | Damascus         |
| 父 *シャンハイ Shanghai 1989 鹿毛 | 父の母Korveya 1982 栗毛          | Konafa                   | Royal Statue             |                  |
| 母 ミラノコレクション 1991 鹿毛   | 母の父*リヴリア Rivlia 1982 鹿毛 | Riverman                 | Never Bend               | Never Bend       |
| 母 ミラノコレクション 1991 鹿毛   | 母の父*リヴリア Rivlia 1982 鹿毛 | Riverman                 | River Lady               |                  |
| 母 ミラノコレクション 1991 鹿毛   | 母の父*リヴリア Rivlia 1982 鹿毛 | Dahlia                   | Vaguely Noble            | Vaguely Noble    |
| 母 ミラノコレクション 1991 鹿毛   | 母の父*リヴリア Rivlia 1982 鹿毛 | Dahlia                   | Charming Alibi           |                  |
| 母 ミラノコレクション 1991 鹿毛   | 母の母フドウゴールド 1979 栗毛   | *モハビ                  | Swaps                    | Swaps            |
| 母 ミラノコレクション 1991 鹿毛   | 母の母フドウゴールド 1979 栗毛   | *モハビ                  | Somebody Who             |                  |
| 母 ミラノコレクション 1991 鹿毛   | 母の母フドウゴールド 1979 栗毛   | *カウンテスドレスアップ  | *ドレスアップ            | *ドレスアップ    |
| 母 ミラノコレクション 1991 鹿毛   | 母の母フドウゴールド 1979 栗毛   | *カウンテスドレスアップ  | Countess Lautrec         |                  |
| 母系(F-No.)                       | (FN:16)                          | (FN:16)                  | (FN:16)                  |                  |
| 5代内の近親交配                   | Riverman 3x3=25%                 | Riverman 3x3=25%         | Riverman 3x3=25%         |                  |

父シャンハイはヘクタープロテクター、ボスラシャムの兄弟にあたり、現役時代はプールデッセデプーランを優勝している（半兄ヘクタープロテクターとの兄弟優勝）。引退後は日本に輸入され種牡馬となった。地方競馬の2歳リーディングサイアーに輝き、産駒は総じて早熟で、短距離志向が強いが、オリオンザサンクスは例外的な存在であった。
母ミラノコレクションは未勝利であるが、祖母フドウゴールドは南関東（浦和）の重賞しらさぎ賞の優勝馬、その半弟カウンテスアップは東京大賞典などの勝ち鞍がある。フドウゴールドとカウンテスアップの兄弟はカーレッド3x3の強いインブリード、オリオンザサンクスもリヴァーマン3x3の強いインブリードを持つのが特徴である。
血統からは、この馬については母父に中長距離血統のリヴリアがおり、さらにリヴァーマン(Riverman)3x3の強いインブリードがあった。